# Partido Nacionalista Democrático
Partido Nacionalista Democrático (PND) foi uma sigla partidária brasileira que disputou, sob registro provisório, as eleições de 1985 e 1986. Utilizava o número 37. A princípio sediado no município fluminense de Nova Iguaçu, o PND montou diretórios nos estados do Rio de Janeiro, São Paulo, Minas Gerais, Rio Grande do Sul, Mato Grosso do Sul e Rondônia. Seu presidente nacional era o pastor evangélico Raimundo Bento Aguiar, candidato derrotado à Assembléia Legislativa fluminense em 1982, quando concorreu pelo Partido Trabalhista Brasileiro (PTB).
Em 1985, o PND lançou a candidatura à prefeitura do Rio de Janeiro de Ester de Almeida, que obteve a 12ª colocação entre os 19 postulantes ao cargo, com 12 346 votos (0,46% do total). No ano seguinte, o partido abrigou a candidatura do advogado Wagner Cavalcanti de Albuquerque ao governo fluminense. Cavalcanti realizou uma campanha marcada por críticas aos partidos de esquerda e terminou o pleito em último lugar entre os sete concorrentes, com cerca de 0,2% do total dos votos. Na mesma ocasião, o PND apresentou candidatos às eleições para a Assembleia Nacional Constituinte, mas não conseguiu eleger nenhum representante.
Atualmente, o PND tenta obter registro oficial no TSE, por meio de um abaixo-assinados. O estatuto do atual PND foi aprovado no Rio de Janeiro em 12 de janeiro de 2001. Seu atual presidente é Roberto Gama e Silva.